# Calamorhabdium
Calamorhabdium – rodzaj węży z podrodziny Calamariinae w rodzinie połozowatych (Colubridae).

## Zasięg występowania
Rodzaj obejmuje gatunki występujące w Indonezji.

## Systematyka

### Etymologia
Calamorhabdium: zbitka wyrazowa nazw rodzajów: Calamaria Boie, 1827, Rhabdophidium Boulenger, 1894 oraz Pseudorhabdium Boulenger, 1894.

### Podział systematyczny
Do rodzaju należą następujące gatunki: 
- Calamorhabdium acuticeps
- Calamorhabdium kuekenthali